# Gilbert Verhaeghen
Gilbert Verhaeghen (Bazel, 24 augustus 1934 - Sint-Pauwels, 12 juli 2014) was een Belgisch priester die vooral bekend raakte door de kwestie-Verhaeghen en de daarop volgende protesten in 1969.

## Biografie
Gilbert Verhaeghen werd tot priester gewijd op 16 juni 1962 te Gent. Hij was er onderpastoor en had een goede band met collega Frans Wuytack. Dit beviel zijn overste niet en Verhaeghen werd overgeplaatst. Daarnaast waren er ook klachten van een flirterige houding uit conservatieve hoek. 

### Overzicht
- 1962-1965 - Sint-Vincentiusparochie Gent
- 1965-1969 - Sint-Gillis-Dendermonde
- 1969-1987 - Nieuwkerken-Waas
- 1987-2009 - Stekene
- 2009 pensioen

## Kwestie Verhaeghen
Aan de oorsprong van de protesten lag het conflict tussen pastoor Gilbert Verhaeghen en de conservatieve pastoor De Brouwer en later ook bisschop Leonce-Albert Van Peteghem. Verhaeghen trachtte de openheid die het Tweede Vaticaans Concilie besliste in te voegen. Verhaeghen wilde geld gebruiken voor de parochiale jeugdlokalen die in erbarmelijke toestand waren en niet voor een nieuwe marmeren vloer in de Sint-Gilliskerk. Er ontstond een aksiekomitee dat maandenlang protesten organiseerde, pamfletten verspreidde, in de parochie Sint-Egidius. Meerdere keren kwam er de oproeppolitie aan te pas. Leo De Kesel gaf de raad naar een ander bisdom te verplaatsen. De Kezel moest enige tijd later door de politie worden ontzet nadat er protesten uitbraken tijdens een vormselviering.
In mei 1969 aanvaardde Verhaeghen zijn overplaatsing naar Nieuwkerken-Waas en beëindigde zo de protesten.
Nadat men nog steeds problemen had met zijn handelswijze in zijn nieuwe parochie werd hij in 1970 ontslagen. Hierop kwamen van meerdere priesters opmerkingen over de autoritaire en eenzijdige beslissing.
In 2019 verscheen het boek De Onderpastoor van de hand van Louis Van Dievel die de kwestie Verhaeghen reconstrueert.